# الکس گرینوود (بازیکن فوتبال، زاده ۱۹۳۳)
الکس گرینوود (انگلیسی: Alex Greenwood; ۱۷ ژوئن ۱۹۳۳ – ژانویه ۲۰۰۶ (۷۲ ساله)) بازیکن فوتبال اهل بریتانیا بود.
از باشگاه‌هایی که در آن بازی کرده‌است می‌توان به باشگاه فوتبال چلسی، باشگاه فوتبال کریستال پالاس، و باشگاه فوتبال دارلینگتون اشاره کرد.